# ヴュルツブルク音楽大学
ヴュルツブルク音楽大学（ドイツ語: Hochschule für Musik Würzburg、英語: University of Music Würzburg）は、ドイツ連邦共和国・ヴュルツブルクに本部を置くドイツの音楽大学である。1797年に設置された。 

## 沿革
1797年に「コレギウム・ムジクム・アカデミクム」として設立された。1921年から「バイエルン州立音楽院」となり、1973年9月1日より現在の名称に改められた。学生数はそれほど多くなく、約650人が在学している。

## 学科
- 作曲科
- 楽理科
- 指揮科（オペラコース、合唱コース）
- 教会音楽科
- オルガン科
- 古楽科
- ピアノ科
- 声楽科
- 器楽科
- ギター科
- アコーディオン科
- ジャズ科